# 時田廣子
時田廣子（日语： Tokita Hiroko，1956年10月24日—），日本女性動畫導演、編劇。出身於東京都板橋區。日本編劇聯盟會員。

## 來歷、人物
時田廣子在日本大學理學院物理系學習期間，兼差負責電視動畫的上色工作，從而進入動畫產業。她透過和光Production的電視動畫系列《激走！魯濱皇帝》結識了導演布川郁司，受邀於1978年成立了Studio Pierrot，並作為辦公室秘書參與其中。1980年，她負責《尼爾斯的不可思議之旅》的動畫工作。1981年離開公司，成為自由工作者，為《明日之丈2》等負責動畫工作。
然而，沒等晉升為原畫，她就放棄了動畫師的天賦，立志要成為演出家。1981年，在詢問了相識已久的真下耕一後，她以分鏡、演出的方式首次擔任演出家，為龍之子的《黃金戰士Gold Lightan》（第29話）負責分鏡、演出。並繼續擔任演出負責《衝鋒勝平》和麻將好友西久保瑞穗執導的安達充作品《美雪、美雪》。
1985年，時田廣子憑藉著《美雪、美雪》等安達充作品的經驗，被《玻璃假面》工作而結識的總導演杉井儀三郎選中，以《鄰家女孩》首次擔任電視系列的導演。《鄰家女孩》獲得巨大成功後，她又執導了《陽光普照》、《YAWARA！》等小學館的作品，奠定了導演的穩固地位。近年來，她作為編劇越來越活躍，開始在透過《YAWARA！》而建立聯繫的MADHOUSE工作。

## 參加作品

### 執導作品
1985年
- 鄰家女孩（系列導演）

1987年
- 陽光普照（日语：陽あたり良好!）（系列導演）

1989年
- YAWARA！（導演）

1992年
- YAWARA！ 上吧！懦怯的孩子們！（導演）

1993年
- 奇蹟☆女孩（導演（第30話以降）、編劇）

1994年
- 我不是天使（日语：天使なんかじゃない）（導演）

1996年
- （導演、編劇）
- 水色時代（導演）

1997年
- 超人力霸王喵：從星空降臨的不可思議貓（日语：ウルトラニャン）（導演）

1998年
- 超人力霸王喵2：快樂大作戰（導演）
- 時空轉抄納斯卡（總導演）

1999年
- 超人力霸王M78劇場：愛與和平（日语：ウルトラマンM78劇場 Love & Peace）（導演）
- 快感指令（日语：快感・フレーズ）（導演）

2000年
- 闇之末裔（導演）

### 分鏡、演出
1981年
- 黃金戰士Gold Lightan（分鏡、演出）
- 衝鋒勝平（日语：ダッシュ勝平）（分鏡、演出）

1983年
- 美雪、美雪（分鏡、演出）

1984年
- 超攻速加爾比昂（日语：超攻速ガルビオン）（分鏡、演出）
- 玻璃假面 (1984年版)（分鏡、演出）
- 雙子鷹（日语：ふたり鷹）（分鏡、演出）

1992年
- 緞帶魔法姫（分鏡、演出）

1995年
- 暖暖日記 (1995年版)（分鏡、演出）

1998年
- 危險調查員（分鏡）
- 聖路美娜女學院（日语：聖ルミナス女学院）（分鏡、演出）

### 劇本統籌、編劇
2001年
- 華麗的機會（日语：チャンス〜トライアングルセッション〜）（編劇）
- 魔法少女貓（日语：魔法少女猫たると）（編劇）
- X（編劇）

2002年
- 炎之蜃氣樓（劇本統籌、編劇）
- 迷糊天使（編劇）
- 銀河天使 (第3期)（編劇）

2003年
- 真月譚 月姬（劇本統籌、編劇）

2004年
- 老師的時間（編劇）
- 校園迷糊大王（劇本統籌[2]、編劇）

2005年
- 蜜桃女孩（劇本統籌、編劇）
- 涼風（劇本統籌、編劇）
- 校園迷糊大王OVA 一學期補習（劇本統籌、編劇）

2006年
- 校園迷糊大王 二學期（劇本統籌、編劇）
- 守護！蘿莉波普（日语：まもって!ロリポップ）（編劇）

2007年
- 我們這一家（編劇）
- 花樣河童（日语：はなかっぱ）（編劇）
- 逮捕令 全速前進（編劇）

2008年
- 校園迷糊大王 三學期（劇本統籌、編劇）

2009年
- 料理偶像（編劇）

## 腳註

## 相關項目
- 日本動畫師列表（日语：アニメ関係者一覧）